# 주산부
주산부(朱山拊, ? ~ 기원전 69년)는 전한 후기의 관료로, 회계군 오현(吳縣) 사람이다. 주작도위 주매신의 아들이다.

## 행적
본시 4년(기원전 70년), 육안상에서 우부풍으로 승진하였으나 이듬해에 하옥되고 죽었다.

## 출전
- 반고, 《한서》
  - 권19하 백관공경표 下
  - 권64상 엄주오구주보서엄종왕가전 上

| 전임 주덕 | 전한의 우부풍 기원전 70년 ~ 기원전 69년 | 후임 박 |